# Envy (filme)
Envy é um filme de 2004 dos Estados Unidos, uma comédia realizada por Barry Levinson e estrelada por Ben Stiller, Jack Black, Rachel Weisz e Amy Poehler.

## Sinopse
Tim (Ben Stiller) e Nick (Jack Black) são bons vizinhos, trabalham juntos e são grandes amigos. Mas a amizade entre eles dois fica em choque quando um dos planos mirabolantes de Nick, o "Vacocorizador", um spray que faz com que fezes de cão simplesmente desapareçam, acaba por ter um grande sucesso.
O problema é que Tim acaba por recusar a proposta de Nick para formar uma sociedade com ele para negociar o produto maravilha, por que não acredita no seu sucesso, mas agora tem que aturar o enriquecimento cada vez maior do amigo. 

## Elenco
- Ben Stiller.... (Tim Dingman)
- Jack Black.... (Nick Vanderpark)
- Rachel Weisz.... (Debbie Dingman)
- Amy Poehler.... (Natalie Vanderpark)
- Christopher Walken.... (J-Man)
- Ariel Gade.... (Lula Dingman)
- Sam Lerner.... (Michael Dingman)
- Lily Jackson.... (Nellie Vanderpark)
- Connor Matheus.... (Nathan Vanderpark)
- Hector Elias.... (Eduardo)
- Manny Kleinmuntz.... (Dimitriov)

## Recepção
Envy recebeu críticas quase universalmente negativas e marcou apenas 7% no Rotten Tomatoes baseado em 112 comentários.
O filme havia sido gravado quase dois anos antes de seu lançamento, e corria o risco de ir direto para vídeo nos EUA devido à má resposta do público durante sessões de teste. Foi somente devido à School of Rock com Jack Black (2003), que ele finalmente conseguiu uma versão teatral. No entanto, o fraco desempenho do filme nos cinemas norte-americanos, foi tanto que ele foi lançado diretamente em vídeo em vários países europeus, na Austrália e no Brasil.
Desempenho de Stiller no filme lhe rendeu uma indicação ao prêmio Framboesa de Ouro de Pior Ator. No Festival de Cannes de 2004, durante uma conferência de imprensa para Shark Tale (2004), ambos Black e da DreamWorks Jeffrey Katzenberg pediram desculpas publicamente por Envy.